# Glutamato-5-semialdeído desidrogenase
Em enzimologia, uma glutamato-5-semialdeído desidrogenase (EC 1.2.1.41) é uma enzima que catalisa a reação química:
L-glutamato 5-semialdeído + fosfato + NADP+ {\displaystyle \rightleftharpoons } L-glutamil 5-fosfato + NADPH + H+
Os 3 substratos desta enzima são L-glutamato 5-semialdeído, fosfato e NADP+, enquanto seus 3 produtos são L-glutamil 5-fosfato, NADPH e H+.
Esta enzima pertence à família das oxidorredutases, especificamente aquelas que atuam no grupo aldeído ou oxo do doador com NAD+ ou NADP+ como aceitante.  O nome sistemático desta classe de enzima é L-glutamato-5-semialdeído:NADP+ 5-oxidoredutase (fosforilação).  Outros nomes de uso comum incluem beta-glutamilfosfato redutase, gama-glutamil fosfato redutase, beta-glutamilfosfato redutase, glutamato semialdeído desidrogenase e glutamate-gama-semialdeído desidrogenase.  Essa enzima participa nos ciclo da ureia e metabolismo dos grupos amino.

## Estudos estruturais
No final de 2007, 3 estruturas foram resolvidas para esta classe de enzimas, com os códigos de acesso PDB 1O20, 1VLU e 2H5G.